# Kjell Håkonsen
Kjell Håkonsen, född 23 december 1935, död 18 april 2011 i Sandnes kommun, var en norsk travkusk och travtränare. Under sin karriär körde han totalt 5 531 lopp och vann 1 094 av dessa. Han var mest känd för att ha tränat och kört hästarna Spikeld och Rex Rodney, som av många anses som Norges bästa travhästar genom tiderna. 
1986 tog Håkonsen karriärens största seger då han vann Elitloppet på Solvalla med Rex Rodney. Under sin karriär slog han 15 norska rekord och ett världsrekord. Världsrekordet slog han tillsammans med kallblodshästen Spikeld som travade 1.18,6 över kort distans, något som Håkonsen själv såg som sin största prestation.
Han var bosatt i Sandnes kommun och hade licens på Forus Travbane, där det fram till 2017 kördes Forus Open till hans ära.